# 머위
머위(butterbur, 문화어: 봉두채)는 국화과의 여러해살이풀이다. 머우, 머구, 머웃대로도 불리는 머위는 한국을 비롯한 북반구 온대와 아한대 지역에 분포한다.

## 생태
주로 음지나 습지에서 자라는 식물로 지하경이 사방으로 뻗으면서 퍼져나간다. 근경은 짧고 여기에서 많은 땅속 가지가 갈라져서 사방으로 퍼지고 끝에서 새순이 나온다. 이른봄 잎이 나오기 전에 근경 끝에서 꽃줄기가 나와서 많은 두상화가 달린다. 암꽃과 수꽃은 각각 다른 화경에 달린다. 암꽃이 달리는 화경은 꽃이 핀 다음 키가 커지지만 수꽃이 달린 화경은 그리 자라지 않는다. 꽃이 진 다음 근경에서 돋은 잎은 잎자루가 60 cm 내외로 길게 자라고 지름이 1 cm 정도로 된다.
산골짜기 물가의 다소 습기가 있고 비옥한, 생육에 적합한 환경에서는 잎자루가 길게 자라고 잎의 크기도 지름이 30 cm 이상 자라지만, 건조하고 메마른 곳에서 자라는 것은 잎자루도 짧고 잎도 작다.

## 쓰임새
농촌에서는 길게 자란 잎자루를 데쳐 나물로 먹는데, 독특한 향기가 있어 좋고 아주 쓴 맛이 난다. 어린잎을 데쳐서 쌈으로 먹기도 한다. 근경은 구어혈ㆍ해독ㆍ소종의 효능이 있어 약용으로 쓰인다. 약성은 냉하고 쓰며, 인후염ㆍ편도선염ㆍ기관지염ㆍ암종과 뱀 물린 데 등에 쓰인다. 
머위는 피롤리지딘 알칼로이드(PA)라는 화합물 그룹을 함유하고 있는데, 이 물질은 간독성이 있어 간 기능에 문제가 있는 사람, 임산부와 수유부, 영유아의 경우에는 머위 섭취를 피하는 것이 좋다.
비타민 A, C, E, K 폴리페놀, 식이섬유, 베타카로틴 플라보노이드, 콜린, 알파 리놀레산,칼륨, 칼슘, 철분, 인 등 다양한 영양소가 풍부하여 각혈, 감기, 기관지염, 담, 어혈, 인후염, 인후통, 창종, 타박상, 편도선염, 화농, 종독등 호흡기, 소화기, 비뇨기 질환을 다스려 줍니다.

## 사진

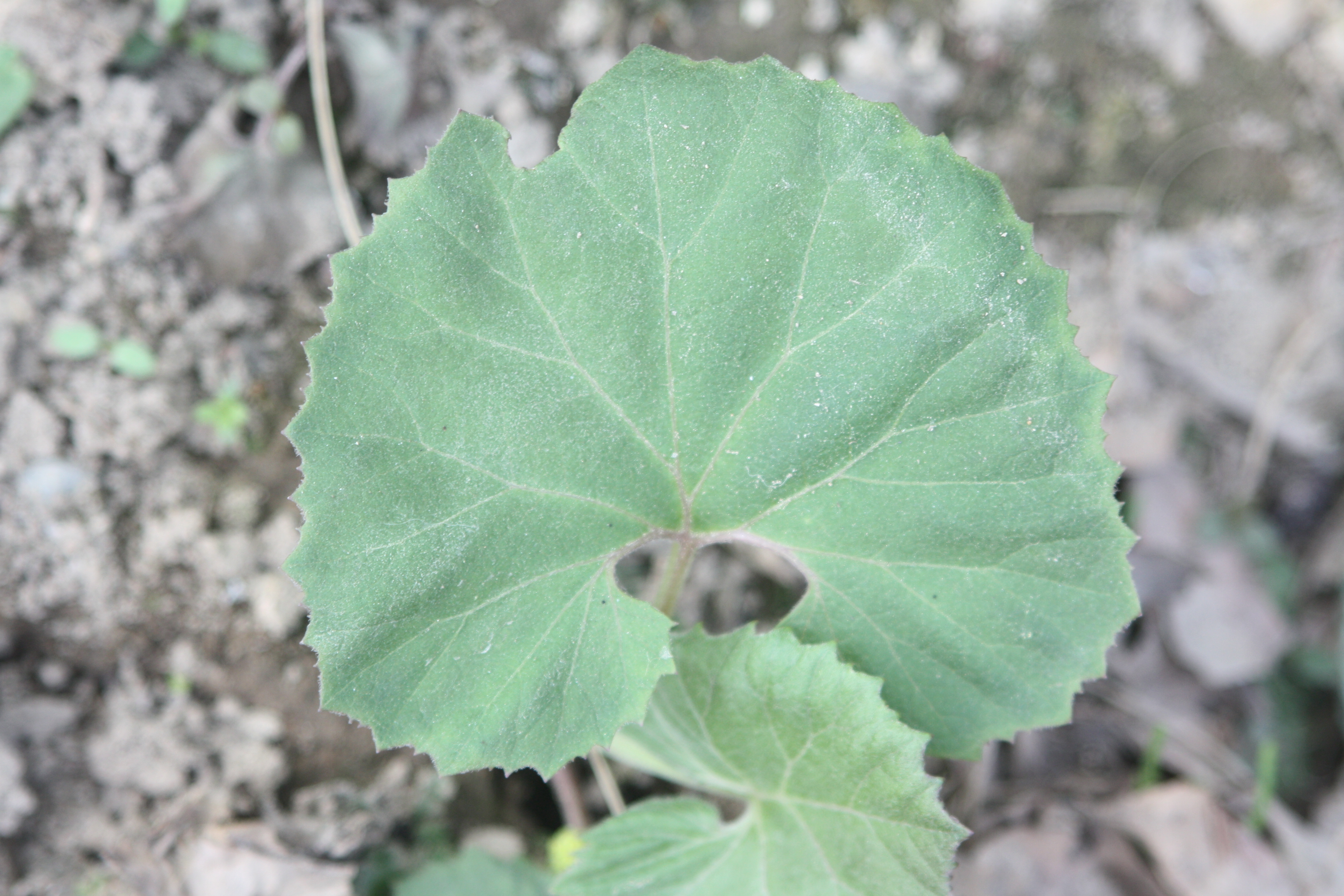
잎
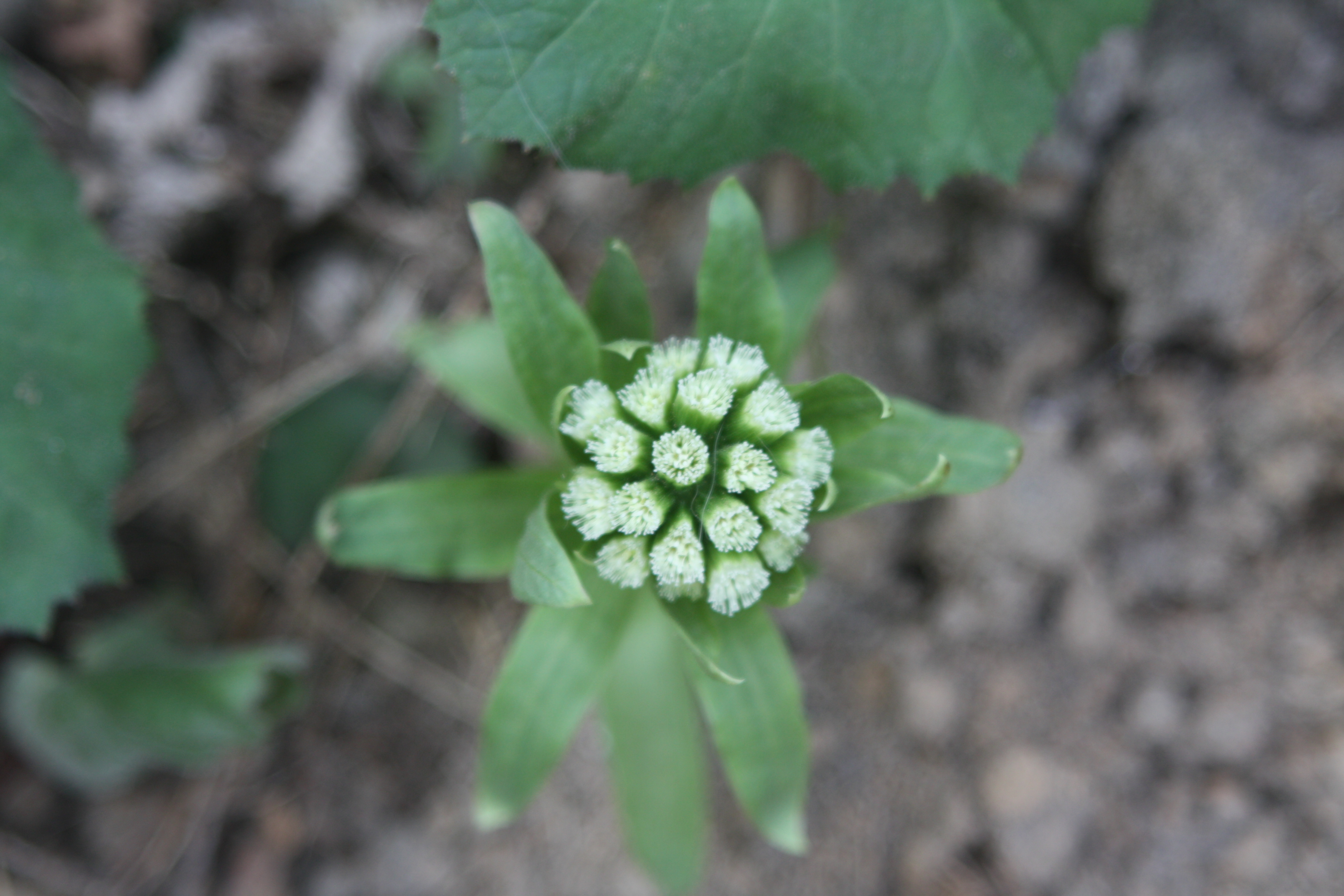
꽃

## 참고 문헌
- 장광진; 성환길; 박철호; 박종철 (2007). 《사계절 약용식물이용도감》. 문예마당.
- 이 문서에는 다음커뮤니케이션(현 카카오)에서 GFDL 또는 CC-SA 라이선스로 배포한 글로벌 세계대백과사전의 내용을 기초로 작성된 글이 포함되어 있습니다.